# Samoa na Paraolimpijskim igrama
Samoa se 2000. godine po prvi puta natjecala na Paraolimpijskim igrama. Slali su svoje predstavnike na ljetne Paraolimpijske igre 2000., 2004., 2008. te 2012. godine. Nikada nisu natjecali na zimskim Paraolimpijskim igrama, te nisu nikada osvojili olimpijsku medalju.